# Septum intermusculaire postérieur de la jambe
Le septum intermusculaire postérieur de la jambe (ou cloison intermusculaire externe de la jambe ou cloison intermusculaire postérieure de la jambe) est une cloison aponévrotique du membre inférieur située dans la jambe. Il sépare la loge crurale latérale de la loge crurale postérieure.

## Description
Le septum intermusculaire postérieur de la jambe forme une cloison qui s'étend entre la face profonde latérale du fascia crural et le bord postérieur de la fibula.